# Битка код Светог Јакова
Битка код Светог Јакоба одиграла се 1444. године између Швајцараца и цареваца.
Свети Јакоб била је болница за губавце у предграђу Базела. У сукобу Швајцарске конфедерације и Цириха који је почео 1443. године немачки цар Фридрих III, на страни Цириха, ојачан је извесним бројем најамника Армањака које му је упутио француски краљ. У опсади тврђаве Фарнсбург, Швајцарци су упутили део снага да заустави противнике код Прателна. 26. августа 1444. године најпре је дошло до судара са претходницом Армањака која се морала повући, али су Швајцарци код Светог Јакоба наишли на јаче снаге. Пошто им је коњица пресекла одступницу, наставили су борбу до краја, а преживели (око 200) су се склонили у Базел.